# Батюшков Костянтин Миколайович
Костянти́н Микола́йович Ба́тюшков (* 18 травня (29 травня за новим стилем) 1787, Вологда — † 8 липня (19 липня за новим стилем) 1855) — російський поет.

## Біографія
Народився у Вологді.
Закінчив Петербурзький пансіон. Співробітничав у журналах.
Учасник походу в Пруссію проти Наполеона (1807), російсько-шведської війни (1808—1809), Лейпцизької «битви народів» (1813), бойових дій у Франції (1814). Нагороджено орденами святої Анни ІІІ і ІІ ступенів.

### У Кам'янці-Подільському
У липні-грудні 1815 року перебував на військовій службі в Кам'янці-Подільському. Тут написав вірші «Мой гений» (липень-серпень), «Разлука» (влітку), «Пробуждение» (очевидно, восени), «Таврида» (восени), низку прозових творів (усі восени) — «Нечто о поэте и поэзии», «О характере Ломоносова», «Две аллегории», «Ариост и Тасс», «Петрарка», «О лучших свойствах сердца», «Нечто о морали», «Воспоминание о Петине» (датовано 9 листопада 1815 року), підготував до друку «Путешествие в замок Сизей» (восени).
У Кам'янці-Подільському написав також «Воспоминание мест, сражений и путешествий», де є опис Кам'янця-Подільського.

## Творчість
Перша збірка — «Спроби у віршах та прозі» (1817). Писав волелюбні та патріотичні вірші («До Дашкова», «Полонений», «Перехід через Рейн»). Найповніше виявився його талант у віршах «Радість», «Вакханка», «Помста» та інші.
Твори: Сочинения. М., 1955.